# Brachiaster simplex
Brachiaster simplex är en svampdjursart som beskrevs av Wilson 1925. Brachiaster simplex ingår i släktet Brachiaster och familjen Pachastrellidae.
Artens utbredningsområde är Filippinerna. Inga underarter finns listade i Catalogue of Life.